# Travessa Matagalls-Montserrat

Cartell de la XXXa edició, l'any 2009.

La Travessa Matagalls-Montserrat és una caminada de resistència no competitiva, tot i que és cronometrada, que organitza anualment el Club Excursionista de Gràcia des de 1972. La travessa discorre per camins de muntanya entre la serralada del Montseny i el massís de Montserrat. A partir del 2015 se surt des del Brull, fins al 2014 se sortia de Collformic, al peu del Matagalls i l'arribada és al davant del Monestir de Montserrat.
L'objectiu consisteix a realitzar en menys de 24 hores el recorregut que cobreix una distància que varia segons l'any, en les darreres edicions entre 81,4 km i 87,1 km.

## Història
La travessa es creà en memòria de mossèn Jaume Oliveras i Brossa (1877-1957), un dels pioners del muntanyisme a Catalunya i que realitzà aquesta travessa per primera vegada el 4 d'agost del 1904. El recorregut de la travessa és el següent: El Brull - Aiguafreda - Sant Llorenç Savall - Vacarisses - Monistrol de Montserrat - Monestir de Montserrat.
El 1929 des de la G.E. Joventut Catalana, li demanen un article per a un número extraordinari del seu butlletí. Jaume Oliveras escriu sobre la seva experiència de la travessa que realitzà vint-i-cinc anys enrere entre el cim del Matagalls i Montserrat:
| « | ¿Què els diré, jo, que no escric mai, als amics del G.E. Joventut Catalana, que em demanen un article per al número extraordinari del seu butlletí? I després de molt pensar, la portada del butlletí ve a despertar en ma memòria un record de quan era jove i anava a Montserrat a peu. Anar a Montserrat a peu no és pas res de l'altre món, però anar-hi des del Montseny i en un sol dia ja és un record que no sé si el jovent d'avui seria prou fort per a batre […]. | » |
| — Article extret del butlletí del G.E. Joventut Catalana, núm. 22, maig-juny 1929, pàgines 87-90 i publicat a la revista del C.E. de Gràcia, "Mai Enrere" núm. 424 de setembre de 1988 . | |   |

La prova és organitzada pel Club Excursionista de Gràcia i començà l'any 1972, repetint-se biennalment als seus inicis i anualment des del 1989.
Originàriament, se sortia des del cim del Matagalls (1.697 m), però, des del 1998 la sortida s'ha traslladat a Collformic (el Brull) per motius mediambientals, per tal d'evitar la degradació del sòl que, segons els estudis encarregats pel Servei de Parcs Naturals de la Diputació de Barcelona, provocava el pas de tantes persones en tan poc temps pel camí del Matagalls.
L'any 2009 arribà a la seva trentena edició. Fou puntuable per a la 12a Copa Catalana de Caminades de Resistència de la FEEC. Tot i no ser competitiva, el millor registre el marcà Lluís Baella en 8 hores i 13 minuts, mentre que la primera dona, Carme Boada, ho feu en 11 hores i quart. També cal destacar que fou la primera ocasió que les inscripcions es feren per Internet, i que el transcurs de la marxa fou seguit via satèl·lit.
Des de l'any 2015 la sortida es fa des del nucli del Brull.

## Estadístiques
| Edició  | Any  | Kms     | Inscripcions | Sortides | Arribades | % d'arribades | Temps mitjà total acumulat |
| ------- | ---- | ------- | ------------ | -------- | --------- | ------------- | -------------------------- |
| I       | 1972 |         | ?            | ?        | ?         | 33,3%         | 21 hores 40 minuts         |
| II      | 1974 |         | ?            | ?        | ?         | 45,4%         | 21 hores 21 minuts         |
| III     | 1976 |         | ?            | ?        | ?         | 35,9%         | 21 hores 32 minuts         |
| IV      | 1978 |         | ?            | ?        | ?         | 42,5%         | 21 hores 5 minuts          |
| V       | 1980 |         | ?            | ?        | ?         | 54,2%         | 20 hores 37 minuts         |
| VI      | 1982 |         | ?            | ?        | ?         | 56,6%         | 20 hores 29 minuts         |
| VII     | 1984 |         | ?            | ?        | ?         | 54,2%         | 19 hores 40 minuts         |
| VIII    | 1986 |         | ?            | ?        | ?         | 60,7%         | 19 hores 36 minuts         |
| IX      | 1988 |         | ?            | ?        | ?         | 59,6%         | 19 hores 40 minuts         |
| X       | 1989 |         | ?            | ?        | ?         | 56,9%         | 19 hores 22 minuts         |
| XI      | 1990 |         | ?            | ?        | ?         | 58,5%         | 19 hores 31 minuts         |
| XII     | 1991 |         | ?            | ?        | ?         | 54,9%         | 19 hores 36 minuts         |
| XIII    | 1992 |         | ?            | ?        | ?         | 49,3%         | 19 hores 53 minuts         |
| XIV     | 1993 |         | ?            | ?        | ?         | 55,5%         | 19 hores 41 minuts         |
| XV      | 1994 |         | ?            | ?        | ?         | 57,2%         | 19 hores 36 minuts         |
| XVI     | 1995 |         | ?            | ?        | ?         | 57,1%         | 19 hores 50 minuts         |
| XVII    | 1996 |         | ?            | ?        | ?         | 56,2%         | 19 hores 45 minuts         |
| XVIII   | 1997 |         | ?            | ?        | ?         | 54%           | 19 hores 30 minuts         |
| XIX     | 1998 |         | ?            | ?        | ?         | 64,6%         | 18 hores 40 minuts         |
| XX      | 1999 |         | 2.210        | 2.109    | 1.263     | 59,9%         | 18 hores 28 minuts         |
| XXI     | 2000 |         | 1.975        | 1.914    | 1.191     | 62,2%         | 18 hores 40 minuts         |
| XXII    | 2001 |         | 1.779        | 1.706    | 1.105     | 64,8%         | 18 hores 37 minuts         |
| XXIII   | 2002 |         | 2.137        | 2.064    | 1.247     | 60,4%         | 18 hores 44 minuts         |
| XXIV    | 2003 |         | 2.294        | 2.192    | 1.443     | 65,8%         | 18 hores 41 minuts         |
| XXV     | 2004 |         | 2.486        | 2.406    | 1.638     | 68%           | 18 hores 38 minuts         |
| XXVI    | 2005 |         | ?            | 2.503    | 1.626     | 65,0%         | 18 hores 38 minuts         |
| XXVII   | 2006 |         | 2.782        | 2.699    | 1.813     | 67,2%         | 18 hores 30 minuts         |
| XXVIII  | 2007 |         | 3.000        | 2.847    | 1.912     | 67,2%         | 18 hores 21 minuts         |
| XXIX    | 2008 |         | 3.000        | 2.951    | 2.192     | 74,3%         | 17 hores 59 minuts         |
| XXX     | 2009 | 83,4 km | 3.000        | 2.883    | 2.178     | 75,5%         | 17 hores 35 minuts         |
| XXXI    | 2010 | 83,4 km | 3.000        | 2.915    | 2.240     | 76,8%         | 17 hores 52 minuts         |
| XXXII   | 2011 | 83,2 km | 3.000        |          | 2.231     | 74,4%         | 17 hores 37 minuts         |
| XXXIII  | 2012 | 84,8 km | 3.000        |          | 2.354     | 78,5%         | 17 hores 58 minuts         |
| XXXIV   | 2013 | 85,5 km | 3.000        |          | 2.542     | 84,7%         | 17 hores 49 minuts         |
| XXXV    | 2014 | 85,5 km | 3.000        |          | 2.513     | 83,8%         | 17 hores 50 minuts         |
| XXXVI   | 2015 | 81,4 km | 3.000        |          | 2.575     | 85,8%         | 16 hores 49 minuts         |
| XXXVII  | 2016 | 81,4 km | 3.000        | 2.930    | 2.450     | 83%           | 16 hores 59 minuts         |
| XXXVIII | 2017 | 81,4 km | 3.000        |          |           |               |                            |
| XXXIX   | 2018 | 87,1 km | 3.000        | 2.872    | 2.124     | 74%           |                            |
| XXXX    | 2019 | 82,6 km | 3.000        |          |           |               |                            |
| XXXXI   | 2020 |         |              |          |           |               |                            |
| XXXXII  | 2021 | 82,6 km | 1.500        | 1.357    | 1.118     | 82,4%         | 17 hores 32 minuts         |
| XXXXIII | 2022 | 83,4 km | 3.000        | 2.760    | 2.187     | 79,2%         |                            |
| XXXXIV  | 2023 | 83,4 km | 3.000        | 2.724    | 2.121     | 78%           | 18 hores 26 minuts         |
| XXXXV   | 2024 | 83,4 km | 3.000        | 2.758    | 2.252     | 81,6%         | 17 hores 24 minuts         |